# Keith Birlem
Keith Gilles Birlem (* 4. Mai 1915 in San José, Kalifornien, USA; † 7. Mai 1943 in Polebrook, Großbritannien) war ein US-amerikanischer American-Football-Spieler und Soldat. Er spielte in der National Football League (NFL) bei den Chicago Cardinals und den Washington Redskins.

## Spielerlaufbahn
Keith Birlem wurde als Sohn eines Versicherungsmaklers in San José geboren. Er besuchte die San Mateo High School. Ab dem Jahr 1936 studierte er an der San José State College und spielte als Quarterback für die San José Spartans Football. Am College war er zudem als Schwimmer tätig. Im Jahr 1939 schloss er sich als Quarterback den von Ernie Nevers trainierten Chicago Cardinals an, wechselte aber im Laufe der Saison zu den von Ray Flaherty betreuten Washington Redskins.

## Militärlaufbahn
Birlem entschloss sich nach der Saison 1939 seine Footballkarriere nicht weiter zu verfolgen. Er setzte seine berufliche Laufbahn beim United States Army Air Corps fort und wurde in Kalifornien zum Bomberpiloten ausgebildet. 1942 wurde er zum Captain befördert und übernahm das Kommando über das 508th Bombardment Squadron der 351st Bombardment Group (Heavy) in Spokane, Washington. In der Einheit diente auch Clark Gable. Zum Major befördert, flog er an seinem Geburtstag im Jahr 1943 seinen ersten Kampfeinsatz im Zweiten Weltkrieg. Seine Einheit bombardierte eine Fabrik in Antwerpen, Belgien. Am 7. Mai desselben Jahres versuchte er seine durch Kampfhandlungen schwer beschädigte Boeing B-17 notzulanden. Er starb mit seiner Besatzung bei dem Absturz des Flugzeugs. Birlem ist auf dem Garden of Memories in Salinas, Kalifornien, beerdigt. Sein College ehrt ihn in der SJSU Sports Hall of Fame.

## Quelle
- Todd Anton, Bill Nowlin, Marv Levy, When Football Went to War, Triumph Books 2013, ISBN 9781623683092

| Personendaten    | Personendaten                                          |
| ---------------- | ------------------------------------------------------ |
| NAME             | Birlem, Keith                                          |
| ALTERNATIVNAMEN  | Birlem, Keith Gilles                                   |
| KURZBESCHREIBUNG | US-amerikanischer American-Football-Spieler und Soldat |
| GEBURTSDATUM     | 4. Mai 1915                                            |
| GEBURTSORT       | San José, Kalifornien, Vereinigte Staaten              |
| STERBEDATUM      | 7. Mai 1943                                            |
| STERBEORT        | Polebrook, Vereinigtes Königreich                      |